# Bintang Kanjeng Kyai Suryawasesa

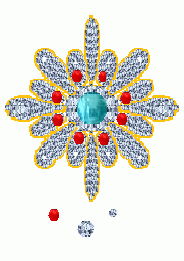
De hoogste ster van Pakoe Boewono X

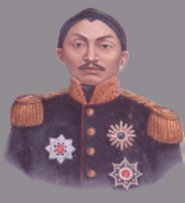
Pakoeboewono VI met de drie sterren van de Soerakartrese orden; de Hoogste Ster, de Ster van Daendels op de rechterborst en de Ster van de Compagnie

De Hoogste Ster of Bintang Kanjeng Kyai Suryawasesa is de hoogste onderscheiding van de Soesoehoenan van Soerakarta. Het keizerrijk Soerakarta was een van de Javaanse rijken die onder bestuur van de VOC en later van Nederland vielen. In Nederlands-Indië was de Soesoehoenan een zelfbestuurder met beperkte macht. Na het uitroepen van de Republiek bleef alleen het prestige van de Javaanse adel en de Kraton over.
Twee Soesoehoenans stelden een Hoogste Ster in.
- De Hoogste Ster, ingesteld door Soesoehoenan Pakoeboewono X van Soerakarta als de hoogste en meest exclusieve onderscheiding van zijn keizerrijk. De ster werd alleen aan de allerhoogste adel, bekleed met de titel "Pangeran Adipati Anum" toegekend. Het versiersel is een ster met zestien met diamanten ingezette stralen en een centrale cabuchon geslepen saffier in een ring van grote diamanten. Op elk van de acht kleine stralen is een rode karbonkel gezet.

- De Hoogste Ster, ook wel "Bintang Kasenapaten" genoemd, ingesteld door Soesoehoenan Pakoeboewono V van Soerakarta in het midden van de 19e eeuw. Het versiersel is een ster met achttien dicht aaneengesloten en met briljanten versierde stralen. Negen van deze stralen zijn iets korter dan de anderen. Deze op de borst gedragen ster werd in twee klassen toegekend.

Het is ook bij de Maleise en de met hen verwante Javaanse vorsten niet ongebruikelijk dat iedere vorst "zijn" ster of orde sticht die met hem weer verdwijnt. De zesde, zevende, achtste en negende Soesoehoenan bleven de ster van de vijfde Soesoehoenan gebruiken. In Soerakarta is men na 1940 de ster van Prabhu Sri Paku Buwana X blijven gebruiken. Soesoehoenan Pakoeboewono X van Soerakarta droeg beide "hoogste sterren".